# Delphinium fissum
Delphinium fissum és una planta que pertany a la família de les ranunculàcies (Ranunculaceae).

## Descripció
És una planta perenne, de 30-60 cm d’alçada, amb la tija erecta, cilíndrica, pubescent. Les fulles palmades es divideixen completament en lacinis lineals. La inflorescència és simple, amb un raïm terminal, amb corol·les campaniformes i esperons ben visibles, lleugerament corbats cap avall i els pètals són oblanceolats, de color blau-violeta. Floreix de juny a agost.

## Distribució i hàbitat
Delphinium fissum està estesa des del sud d'Europa fins al Caucas.
És bastant freqüent a les principals serralades; es troba en prats àrids i clarianes de fagedes de fins a 1800 m.

## Taxonomia
Delphinium fissum va ser descrita per Waldst. i Kit. i publicat a Descriptiones et Icones Plantarum Rariorum Hungariae 1: t. 83, a l'any 1801-1802
Citologia
Nombre de cromosomes de Delphinium fissum (Fam. Ranunculaceae) i tàxons infraespecífics: 
Delphinium fissum subsp. sordidum (Cuatrec.) Amich, E. Rico: 2n=16
Etimologia
Vegeu: Delphinium
fissum: epítet llatí que significa "escindit, dividit, separat".
Subespècies i varietats
- Delphinium fissum subsp. velutinum (Bertol.) Villan
- Delphinium fissum var. leiocarpum Rouy i Foucaud
- Delphinium fissum subsp. velutinum P.Fourn.
- Delphinium fissum subsp. narbonense (Huth) Regel
- Delphinium fissum subsp. dinaricum (Beck i Szyszyl.) Regel

Sinonímia
- Delphinium velutinum Bertol.
- Delphinium narbonense Huth
- Delphinium leiocarpum Huth
- Delphinium hybridum Willd.
- Delphinium dinaricum (Beck & Szyszyl.) Fritsch
- Delphinium bethuricum Rivas Goday
- Delphinium fissum subsp. fontqueri Ascaso i Pedrol
- Delphinium fissum subsp. sordidum (Cuatrec.) Amich, E.Rico i J.Sánchez
- Delphinium fissum Waldst. Kit.
- Delphinium pentagynum var. bethuricum Rivas Goday
- Delphinium sordidum Cuatrec.[5]
- Delphinastrum fissum (Waldst. & Kit.) Spach
- Delphinium pallasii Nevski[6]